# Ammophila aucella
Ammophila aucella es una especie de avispa del género Ammophila, familia Sphecidae.

 Fue descrito por primera vez en 1966 por Menke. 
Se encuentra en América Central.